# Ткаченко, Илья Иванович (1914—1979)
Илья́ Ива́нович Ткаче́нко (1914—1979) — старший лейтенант Советской Армии, участник Великой Отечественной войны, Герой Советского Союза (1945).

## Биография
Илья Ткаченко родился 22 июля 1914 года в селе Яськи (ныне — Беляевский район Одесской области Украины). После окончания Одесского сельхозтехникума работал в машинно-тракторной станции. В 1936—1938 годах проходил службу в Рабоче-крестьянской Красной Армии. В 1941 году Ткаченко повторно был призван в армию. С июля того же года — на фронтах Великой Отечественной войны.
К апрелю 1945 года старший лейтенант Илья Ткаченко командовал штурмовой ротой 550-го стрелкового полка 126-й стрелковой дивизии 54-го стрелкового корпуса 43-й армии 3-го Белорусского фронта. Отличился во время штурма Кёнигсберга. 7 апреля 1945 года рота Ткаченко одной из первых переправилась через канал и приняла активное участие в штурме форта № 5. В тех боях Ткаченко получил ранение, но продолжал сражаться.
Указом Президиума Верховного Совета СССР от 19 апреля 1945 года старший лейтенант Илья Ткаченко был удостоен высокого звания Героя Советского Союза с вручением ордена Ленина и медали «Золотая Звезда».
В 1946 году Ткаченко был уволен в запас. Проживал и работал в Одессе. Скончался 10 августа 1979 года.
Был также награждён орденом Красной Звезды и рядом медалей.